# Ptilomyia africana
Ptilomyia africana är en tvåvingeart som beskrevs av Cresson 1943. Ptilomyia africana ingår i släktet Ptilomyia och familjen vattenflugor. Inga underarter finns listade i Catalogue of Life.